# Siyəzən Rayonu
Siyəzən Rayonu är ett distrikt i Azerbajdzjan. Det ligger i den östra delen av landet, 100 km nordväst om huvudstaden Baku. Antalet invånare är 38 400.
Följande samhällen finns i Siyəzən Rayonu:
- Böyük Həmyə
- Siadan
- Meshrif
- Gilgilçay
- Ali-Mammet-Arab
- Eynibulaq
- Beşdam
- Dağ Quşçu
- Qozağacı
- Tuğay

Trakten runt Siyəzən Rayonu består till största delen av jordbruksmark. Runt Siyəzən Rayonu är det ganska glesbefolkat, med 42 invånare per kvadratkilometer.